# Anläggningstillgång
Anläggningstillgång är inom ekonomin en tillgång avsedd att användas under längre tid. Den skiljer sig från omsättningstillgång genom att den är avsedd för stadigvarande bruk i verksamheten.
Anläggningstillgångar kan delas in i tre kategorier:
- Immateriella, till exempel goodwill, patent, kostnader för FoU
- Materiella, till exempel byggnader och mark, maskinpark och inventarier
- Finansiella, till exempel långfristiga fordringar samt värdepapper avsedda för stadigvarande innehav